# Copenhagen Masters 1994
Das Copenhagen Masters 1994 im Badminton war die zweite Auflage dieser Turnierserie. Es fand vom 26. bis zum 29. Dezember 1994 im  Cirkusbygning in Kopenhagen statt.

## Finalergebnisse
| Disziplin    | Sieger                            | Finalist                       | Ergebnis     |
| ------------ | --------------------------------- | ------------------------------ | ------------ |
| Herreneinzel | Heryanto Arbi                     | Poul-Erik Høyer Larsen         | 18-16, 18-13 |
| Dameneinzel  | Bang Soo-hyun                     | Lim Xiaoqing                   | 11-9, 11-6   |
| Herrendoppel | Jon Holst-Christensen Thomas Lund | Henrik Svarrer Michael Søgaard | 15-10, 15-7  |